# Rossland (Colombie-Britannique)
Pour les articles homonymes, voir Rossland.
Rossland, est une cité (city) de montagne dans le West Kootenay en Colombie-Britannique, au Canada. Son altitude est de 1 023 mètres.

## Histoire et description
Cette cité se développa à l'époque de la ruée vers l'or dans la région où la municipalité en fut un temps l'une des plus grandes (environ 7 000 habitants, 42 saloons). Aujourd'hui, la cité est plus connue pour sa station de sports d'hiver qui offre un appréciable domaine skiable.
Rossland possède un musée ayant comme sujet cette ruée vers l'or : Rossland Museum and Goldmine Tour.
La municipalité a par ailleurs accueilli des épreuves de la Coupe du monde de ski alpin dans les années 1960 et 1980.

## Démographie
| 2001  | 2006  | 2011  | 2016  |
| ----- | ----- | ----- | ----- |
| 3 646 | 3 278 | 3 556 | 3 729 |

## Toponyme
En 1890, Ross Thompson, un mineur, obtint une concession de 160 acres qu'il inscrivit au cadastre comme lieu de développement potentiel d'une ville (en anglais ; townsite) et il appela ce lieu « Thompson ». Mais comme ce nom était déjà celui d'une municipalité existante de Colombie-Britannique, il changea le nom en « Rossland ».

## Personnalités
- Nancy Greene, skieuse alpine.
- Kerrin Lee-Gartner, skieuse alpine.